# アイオワ・カブス
アイオワ・カブス (Iowa Cubs) は、アメリカ合衆国アイオワ州デモインに本拠地をおくマイナーリーグの野球チームである。メジャーリーグのシカゴ・カブス傘下AAA級チームで、インターナショナルリーグでプレーしている。本拠地球場はプリンシパル・パーク。
日本人選手では1999年に野茂英雄、2006年にマック鈴木、2009年に田口壮、2013年に高橋尚成、2016年と2017年に川崎宗則、2019年に田澤純一が在籍した。

## 歴史
1969年、アイオア・オークスとしてアメリカン・アソシエーションに加盟。オークランド・アスレチックスと提携する。
1973年、シカゴ・ホワイトソックスと提携。
1975年、ヒューストン・アストロズと提携。1年で提携解消。
1976年、再びホワイトソックスと提携。
1981年、シカゴ・カブスと提携を開始し、チーム名が現在のものとなる。
1992年、本拠地・セック・テイラー・スタジアムの名称がプリンシパル・パークに変更。
1999年、ラクーン・ベースボール会長のマイケル・ガートナー氏が球団を買収。

## 選手名鑑

### 現役選手
| 投手 - -- スコット・バーンズ (Scott Barnes) - 35 フランク・バティスタ (Frank Batista) - -- コール・ブロッカー (Cole Brocker) - -- フェルナンド・クルーズ (Fernando Cruz) - -- ルイス・クルーズ (Luis Cruz) - -- スティーブン・ファイフ (Stephen Fife) - 15 P.J.フランセスコン (P.J. Francescon) - -- ニック・グリーンウッド (Nick Greenwood) - -- ジャック・レザージック (Jack Leathersich) - -- ジーン・マチー (Jean Machi) - -- ミゲル・メヒア (Miguel Mejia) - -- エドガー・オルモス (Edgar Olmos) - -- ルイス・パーラ (Luis Parra) - 32 アルマンド・リベロ (Armando Rivero) - -- ドリュー・ルチンスキー (Drew Rucinski) | 投手 - -- スコット・バーンズ (Scott Barnes) - 35 フランク・バティスタ (Frank Batista) - -- コール・ブロッカー (Cole Brocker) - -- フェルナンド・クルーズ (Fernando Cruz) - -- ルイス・クルーズ (Luis Cruz) - -- スティーブン・ファイフ (Stephen Fife) - 15 P.J.フランセスコン (P.J. Francescon) - -- ニック・グリーンウッド (Nick Greenwood) - -- ジャック・レザージック (Jack Leathersich) - -- ジーン・マチー (Jean Machi) - -- ミゲル・メヒア (Miguel Mejia) - -- エドガー・オルモス (Edgar Olmos) - -- ルイス・パーラ (Luis Parra) - 32 アルマンド・リベロ (Armando Rivero) - -- ドリュー・ルチンスキー (Drew Rucinski) | 捕手 - 12 トレバー・デービス (Taylor Davis) - -- ティム・フェデロビッチ (Tim Federowicz) - -- デビッド・フレイタス (David Freitas) 内野手 - 5 ライアン・デント (Ryan Dent) - -- ヘスス・グスマン (Jesus Guzman) - -- 川﨑宗則 (Munenori Kawasaki) - -- クリストファー・ネグロン (Kristopher Negron) 外野手 - 6 ジョン・アンデオリ (John Andreoli) - -- ケリー・ダガン (Kelly Dugan) - -- マット・マートン (Matt Murton) - -- マイク・オニール (Mike O'Neill) - -- フアン・カルロス・ペレス (Juan Carlos Perez) | 捕手 - 12 トレバー・デービス (Taylor Davis) - -- ティム・フェデロビッチ (Tim Federowicz) - -- デビッド・フレイタス (David Freitas) 内野手 - 5 ライアン・デント (Ryan Dent) - -- ヘスス・グスマン (Jesus Guzman) - -- 川﨑宗則 (Munenori Kawasaki) - -- クリストファー・ネグロン (Kristopher Negron) 外野手 - 6 ジョン・アンデオリ (John Andreoli) - -- ケリー・ダガン (Kelly Dugan) - -- マット・マートン (Matt Murton) - -- マイク・オニール (Mike O'Neill) - -- フアン・カルロス・ペレス (Juan Carlos Perez) |
| * 40人ロースター 2016年2月16日更新 [公式サイト(英語)より：ロースター 選手の移籍・故障情報] | | | |

### 過去の主な所属選手
- スティーブ・トラクセル
- ケリー・ウッド
- アラン・ジンター
- 野茂英雄
- ルーズベルト・ブラウン
- フリオ・ズレータ
- コーリー・パターソン
- カルロス・ザンブラーノ
- マーク・プライアー
- マット・マートン
- ジオバニー・ソト
- マック鈴木
- フレディ・バイナム
- ランディ・ウェルズ
- ボビー・スケールズ
- 田口壮
- 高橋尚成
- 川崎宗則
- 田澤純一